# 제임스 크레이그
제임스 크레이그(James Henry Meador, 1912년 2월 4일 ~ 1985년 6월 28일)는 미국의 배우, 텔레비전 배우, 영화배우이다.

## 영화
- 빅풋 (1970년)
- 코만도 전략 (1968년)
- 도시가 잠든 사이에 (1956년)
- 드럼스 인 더 딥 사우스 (1951년)
- 스트립 (1951년)
- 사이드 스트리트 (1950년)
- 키스밋(영어판) (1944년)
- 헤븐리 바디 (1944년)
- 더 휴먼 코미디 (1943년)
- 길 잃은 천사 (1943년)
- 악마와 다니엘 웹스터 (1941년)
- 키티 포일 (1940년)
- 굿 걸스 고 투 파리 (1939년)
- 콜리지 스윙 (1938년)
- 러브 테스트 (1935년)